# Saint Just (gruppo musicale)
Saint Just, riformato con il nome di Saint Just Again, è un gruppo di rock progressivo italiano fondato a Napoli. Il nome della formazione è ispirato al rivoluzionario francese Louis Antoine de Saint-Just, ghigliottinato a 27 anni.

## Storia
I Saint Just nascono nel 1973 come trio, formato da Jane Sorrenti che non aveva ancora cambiato il nome in Jenny (voce), Toni Verde (chitarra, basso, voce) e Robert Fix (sax), incentrato sulla voce di Jane, anche autrice dei testi.
Il primo album Saint Just, al quale partecipa anche il fratello di Jenny, Alan, il percussionista Tony Esposito, Mario D'Amora alle tastiere e Gianni Guarracino alla chitarra elettrica, è un esperimento di rock progressive con influenze classicheggianti e di musica popolare. Nello stesso anno partecipano al Festival Pop di Viterbo insieme ad altri artisti come Alan Sorrenti, Mauro Pelosi e molti altri.
L'anno successivo Robert Fix lascia il gruppo e si unisce a Tony Esposito; entrano Tito Rinesi (chitarra, voce), Andrea Faccenda (chitarra, tastiere) e Fulvio Maras (batteria, percussioni). L'album che ne deriva, al quale partecipa anche Vince Tempera come strumentista, è La casa del lago, secondo e ultimo LP del gruppo che subito dopo si scioglierà.
Nel 2008 Jenny Sorrenti ha ricostituito il gruppo, seppure con una formazione diversa rispetto alle precedenti. Nel 2011 il gruppo, adottato il nome Saint Just Again, ha pubblicato l'album Prog Explosion, nel solo formato in LP.

## Formazioni

### Formazione originale
- Jenny Sorrenti (voce)
- Toni Verde (chitarra, basso, voce)
- Robert Fix (sax)

### Formazione successiva
- Jenny Sorrenti (voce)
- Toni Verde (chitarra, basso, voce)
- Tito Rinesi (chitarra, voce)
- Andrea Faccenda (chitarra, tastiere)
- Fulvio Maras (batteria, percussioni)

### Formazione 2011
- Jenny Sorrenti (voce, tastiere)
- Marcello Vento (batteria, percussioni)
- Elio Cassarà (chitarra)
- Ernesto Vitolo (organo Hammond, pianoforte, tastiere)
- Vittorio Pepe (basso)

### Formazione attuale
- Jenny Sorrenti (voce, tastiere)
- Davide Ferrante (batteria, percussioni)
- Giuseppe Spinelli (chitarra)
- Giuseppe Mazzillo (organo Hammond, pianoforte, tastiere)
- Dario Spinelli (basso)

## Discografia
Album in studio
- 1973 - Saint Just
- 1974 - La casa del lago
- 2011 - Prog Explosion (come Saint Just Again)

Singoli
- 1973 - Dolci momenti/Saint Just